# تپه گبران ۲
تپه گبران ۲ مربوط به هزاره اول قبل از میلاد است و در شهرستان مانه و سملقان، بخش مانه، دهستان اترک، ۱ کیلومتری غرب روستای اینجانلو واقع شده و این اثر در تاریخ ۱۵ دی ۱۳۸۷ با شمارهٔ ثبت ۲۴۲۲۷ به‌عنوان یکی از آثار ملی ایران به ثبت رسیده است.